# I Want You Back (chanson de Melanie B)
Pour les articles homonymes, voir I Want You Back.
Singles de Melanie B
Word Up!
(1999)
I Want You Back est une chanson de la chanteuse britannique Melanie B avec la participation de la rappeuse américaine Missy Elliott, sortie le 14 septembre 1998. 
La chanson est le premier single de Melanie B en solo, mais aussi le premier single extrait de la bande originale du film Why Do Fools Fall in Love avec Halle Berry et Vivica A. Fox.
La chanson est un succès en s’érigeant à la 1re place au UK Singles Charts.
De par son esthétique futuriste en vert et noir, le vidéoclip devient culte, marque les esprits et est considéré comme l'un des plus beaux de ces trois dernières décennies,.*

## Développement
Melanie B se souvient : « C’était la première fois que je pensais faire quelque chose par moi-même. J'étais en tournée avec les Spice Girls quand Missy Misdemeanor Elliott m'a appelé et m'a dit : « Melanie, j’ai une chanson pour toi Veux-tu venir l'enregistrer avec moi ? J'ai vérifié avec les filles et au bout d'un mois, j'étais sur place, je l'ai enregistrée en une journée, j'ai fait la vidéo, puis je suis revenue. C'est une génie ! » ».

## Accueil
La chanson reçoit des critiques postives. Au Royaume-Uni, la chanson atteint la 1re place des meilleures ventes de singles.
Elle atteint la 6e meilleure place aux Pays-Bas et en Écosse.

## Vidéoclip
Le vidéoclip a été réalisé par Hype Williams. Il y démontre Melanie B en train de chanter et danser dans un décor futuriste vert et noir, remplit de lumières vertes et rouges. 

## Impact et héritage du vidéoclip
De par son esthétique futuriste en vert et noir, le vidéo devient culte, marque les esprits et est considéré comme l'un des plus beaux de ces trois dernières décennies,.

## Pistes et formats
Royaume-Uni CD
1. I Want You Back (radio edit) – 3:25
2. I Want You Back (soundtrack version) – 3:51
3. I Want You Back (MAW remix) – 8:22

Royaume-Uni 12" Vinyl
Face A
1. I Want You Back (MAW remix) – 8:22

Face B
1. I Want You Back (deep dub) – 8:16
2. I Want You Back (soundtrack version) – 3:51

Europe CD
1. I Want You Back (radio edit) – 3:25
2. I Want You Back (instrumental) – 3:55

Australie CD
1. I Want You Back (radio edit) – 3:25
2. I Want You Back (soundtrack version) – 3:51
3. I Want You Back (MAW remix) – 8:22

## Classements
| Classement (1998)                       | Peak position |
| --------------------------------------- | ------------- |
| Australie (ARIA)                        | 12            |
| Autriche (Ö3 Austria Top 40)            | 25            |
| Belgique (Flandre Ultratop 50 Singles)  | 24            |
| Belgique (Wallonie Ultratop 50 Singles) | 10            |
| France (SNEP)                           | 56            |
| Allemagne (Media Control AG)            | 37            |
| Pays-Bas (Single Top 100)               | 6             |
| Écosse (OCC)                            | 6             |
| Suède (Sverigetopplistan)               | 21            |
| Royaume-Uni (UK Singles Chart)          | 1             |